# Vista de Arles com Lírios
Vista de Arles com Lírios, cujo nome completo é Vista de Arles com Lírios em Primeiro Plano, é uma obra de 1888 do pintor holandês Vincent van Gogh.